# 宮本雅行
宮本 雅行（みやもと まさゆき、1957年〈昭和32年〉7月17日 - ）は、日本の外交官。千葉県出身。2021年（令和3年）3月から駐バーレーン特命全権大使。

## 人物・経歴
千葉県出身。1981年（昭和56年）上智大学外国語学部ドイツ語学科卒業後、同年4月外務省に入省。2012年（平成24年）在ヨルダン日本国大使館 一等書記官、2013年（平成25年）在ヨルダン日本国大使館 参事官、同年8月中東アフリカ局中東第二課企画官、同年9月大臣官房（儀典官室）企画官、同年10月大臣官房儀典官 兼 大臣官房（儀典外国訪問室長）、2017年（平成29年）在ジッダ日本国総領事館 総領事、2021年（令和3年）特命全権大使 バーレーン国駐箚。

## 著書
- 『はじめてのアラビア語』、講談社、2003年[2]